# Groupe G des éliminatoires de la zone Europe de la Coupe du monde de football 2022
Navigation
Groupe F Groupe H
Le groupe G de la zone Europe des éliminatoires de la Coupe du monde de football 2022 est l'un des dix groupes de la zone Europe des éliminatoires de la Coupe du monde, tournoi pour décider quelles équipes se qualifieront pour la phase finale Coupe du monde de football 2022 au Qatar. Le groupe G se compose de six équipes : les Pays-Bas, la Turquie, la Norvège, le Monténégro, la Lettonie et Gibraltar. Les équipes s'affronteront à domicile et à l'extérieur dans un tournoi toutes rondes.
Les Pays-Bas, vainqueurs du groupe se qualifient directement pour la phase finale de la Coupe du monde, tandis que le deuxième, la Turquie, accède aux barrages européens à douze équipes, dont trois gagneront leur place au Mondial 2022.

## Classement
| Rang | Équipe     | Pts | J  | G | N | P  | Bp | Bc | Diff |  | Résultats (▼ dom., ► ext.) |     |     |     |     |     |     |
| ---- | ---------- | --- | -- | - | - | -- | -- | -- | ---- |  | -------------------------- | --- | --- | --- | --- | --- | --- |
| 1    | Pays-Bas   | 23  | 10 | 7 | 2 | 1  | 33 | 8  | +25  |  | Pays-Bas                   |     | 6-1 | 2-0 | 4-0 | 2-0 | 6-0 |
| 2    | Turquie    | 21  | 10 | 6 | 3 | 1  | 27 | 16 | +11  |  | Turquie                    | 4-2 |     | 1-1 | 2-2 | 3-3 | 6-0 |
| 3    | Norvège    | 18  | 10 | 5 | 3 | 2  | 15 | 8  | +7   |  | Norvège                    | 1-1 | 0-3 |     | 2-0 | 0-0 | 5-1 |
| 4    | Monténégro | 12  | 10 | 3 | 3 | 4  | 14 | 15 | -1   |  | Monténégro                 | 2-2 | 1-2 | 0-1 |     | 0-0 | 4-1 |
| 5    | Lettonie   | 9   | 10 | 2 | 3 | 5  | 11 | 14 | -3   |  | Lettonie                   | 0-1 | 1-2 | 0-2 | 1-2 |     | 3-1 |
| 6    | Gibraltar  | 0   | 10 | 0 | 0 | 10 | 4  | 43 | -39  |  | Gibraltar                  | 0-7 | 0-3 | 0-3 | 0-3 | 1-3 |     |

## Matchs
Le calendrier des rencontres a été confirmé par l'UEFA le 8 décembre 2020, le lendemain du tirage au sort,,. Les heures sont CET et CEST, selon la liste de l'UEFA (les heures locales, si différentes, sont entre parenthèses).
| 1re journée                | Turquie                                                        | 4 - 2                         | Pays-Bas                      | Stade olympique Atatürk, Istanbul                      |                                                        |
| 24 mars 2021 18h00 (20h00) | Yılmaz 15e 34e (pen.) 81e · Çalhanoğlu 46e                     | (2 - 0)                       | 75e Klaassen · 76e L. de Jong | Spectateurs : 0 (huis-clos) Arbitrage : Michael Oliver | Spectateurs : 0 (huis-clos) Arbitrage : Michael Oliver |
| 24 mars 2021 18h00 (20h00) | Karaman 32e · Tufan 36e · Yılmaz 52e · Meraş 72e · Kabak 90+4e | Rapport (FIFA) Rapport (UEFA) | 50e Wijnaldum                 | Spectateurs : 0 (huis-clos) Arbitrage : Michael Oliver | Spectateurs : 0 (huis-clos) Arbitrage : Michael Oliver |

|       | Gibraltar                                | 0 - 3                         | Norvège                                     | Victoria Stadium, Gibraltar                          |                                                      |
| 20h45 |                                          | (0 - 2)                       | 43e Sørloth · 45e Thorstvedt · 57e Svensson | Spectateurs : 0 (huis-clos) Arbitrage : Duje Strukan | Spectateurs : 0 (huis-clos) Arbitrage : Duje Strukan |
| 20h45 | Annesley 68e · Mouelhi 76e · Barnett 79e | Rapport (FIFA) Rapport (UEFA) | 61e Svensson                                | Spectateurs : 0 (huis-clos) Arbitrage : Duje Strukan | Spectateurs : 0 (huis-clos) Arbitrage : Duje Strukan |

|               | Lettonie                                                    | 1 - 2                         | Monténégro      | Skonto Stadions, Riga                                 |                                                       |
| 20h45 (21h45) | J. Ikaunieks 40e                                            | (1 - 1)                       | 41e 83e Jovetić | Spectateurs : 0 (huis-clos) Arbitrage : Alain Durieux | Spectateurs : 0 (huis-clos) Arbitrage : Alain Durieux |
| 20h45 (21h45) | Kamešs 10e · Černomordijs 53e · Kārkliņš 79e · Tobers 90+2e | Rapport (FIFA) Rapport (UEFA) | 45e Vujačić     | Spectateurs : 0 (huis-clos) Arbitrage : Alain Durieux | Spectateurs : 0 (huis-clos) Arbitrage : Alain Durieux |

| 2e journée         | Monténégro                                            | 4 - 1                         | Gibraltar                           | Podgorica City Stadium, Podgorica                             |                                                               |
| 27 mars 2021 15h00 | Bećiraj 25e · Simić 43e · Tomašević 52e · Jovetić 80e | (2 - 1)                       | 30e (pen.) Styche                   | Spectateurs : 0 (huis-clos) Arbitrage : Manuel Schüttengruber | Spectateurs : 0 (huis-clos) Arbitrage : Manuel Schüttengruber |
| 27 mars 2021 15h00 | Vulaj 29e                                             | Rapport (FIFA) Rapport (UEFA) | 14e Goldwin · 21e Pons · 27e Styche | Spectateurs : 0 (huis-clos) Arbitrage : Manuel Schüttengruber | Spectateurs : 0 (huis-clos) Arbitrage : Manuel Schüttengruber |

|       | Norvège                                      | 0 - 3                         | Turquie                    | La Rosaleda, Málaga ( Espagne)                              |                                                             |
| 18h00 |                                              | (0 - 2)                       | 4e 59e Tufan · 28e Söyüncü | Spectateurs : 0 (huis-clos) Arbitrage : Alejandro Hernández | Spectateurs : 0 (huis-clos) Arbitrage : Alejandro Hernández |
| 18h00 | Gregersen 48e · Sørloth 67e · Thorstvedt 80e | Rapport (FIFA) Rapport (UEFA) | 75e Müldür                 | Spectateurs : 0 (huis-clos) Arbitrage : Alejandro Hernández | Spectateurs : 0 (huis-clos) Arbitrage : Alejandro Hernández |

|       | Pays-Bas                      | 2 - 0                         | Lettonie                        | Johan Cruijff ArenA, Amsterdam                     |                                                    |
| 18h00 | Berghuis 32e · L. de Jong 69e | (1 - 0)                       |                                 | Spectateurs : 5 000 Arbitrage : Stéphanie Frappart | Spectateurs : 5 000 Arbitrage : Stéphanie Frappart |
| 18h00 | L. de Jong 52e · Blind 87e    | Rapport (FIFA) Rapport (UEFA) | 34e J. Ikaunieks · 52e Kārkliņš | Spectateurs : 5 000 Arbitrage : Stéphanie Frappart | Spectateurs : 5 000 Arbitrage : Stéphanie Frappart |

| 3e journée         | Gibraltar                 | 0 - 7                         | Pays-Bas                                                                                 | Victoria Stadium, Gibraltar                 |                                             |
| 30 mars 2021 20h45 |                           | (0 - 1)                       | 42e Berghuis · 55e de Jong · 61e 88e Depay · 62e Wijnaldum · 64e Malen · 85e van de Beek | Spectateurs : 335 Arbitrage : João Pinheiro | Spectateurs : 335 Arbitrage : João Pinheiro |
| 30 mars 2021 20h45 | Ronan 31e · De Barr 90+3e | Rapport (FIFA) Rapport (UEFA) | 38e Klaassen · 90+3e Gravenberch                                                         | Spectateurs : 335 Arbitrage : João Pinheiro | Spectateurs : 335 Arbitrage : João Pinheiro |

|  | Monténégro                    | 0 - 1                          | Norvège     | Podgorica City Stadium, Podgorica                      |                                                        |
|  |                               | (0 - 1)                        | 35e Sørloth | Spectateurs : 0 (huis-clos) Arbitrage : Anthony Taylor | Spectateurs : 0 (huis-clos) Arbitrage : Anthony Taylor |
|  | Rapport (FIFA) Rapport (UEFA) | 81e Sørloth · 90+1e Strandberg |             | Spectateurs : 0 (huis-clos) Arbitrage : Anthony Taylor | Spectateurs : 0 (huis-clos) Arbitrage : Anthony Taylor |

|               | Turquie                                         | 3 - 3                         | Lettonie                                         | Stade olympique Atatürk, Istanbul              |                                                |
| 20h45 (21h45) | Karaman 2e · Çalhanoğlu 33e · Yılmaz 52e (pen.) | (2 - 1)                       | 35e Savaļnieks · 58e Uldriķis · 79e D. Ikaunieks | Spectateurs : 223 Arbitrage : Daniel Stefanski | Spectateurs : 223 Arbitrage : Daniel Stefanski |
| 20h45 (21h45) | Söyüncü 55e · Ünal 90e · Türüç 90+4e            | Rapport (FIFA) Rapport (UEFA) | 68e Kamešs · 71e Emsis · 90+1e Fjodorovs         | Spectateurs : 223 Arbitrage : Daniel Stefanski | Spectateurs : 223 Arbitrage : Daniel Stefanski |

| 4e journée               | Norvège                                      | 1 - 1                         | Pays-Bas                | Ullevaal Stadion, Oslo                                                     |                                                                            |
| 1er septembre 2021 20h45 | Haaland 20e                                  | (1 - 1)                       | 37e Klaassen            | Spectateurs : 6 711 Arbitrage : Szymon Marciniak Arbitre vidéo : Paweł Gil | Spectateurs : 6 711 Arbitrage : Szymon Marciniak Arbitre vidéo : Paweł Gil |
| 1er septembre 2021 20h45 | Elyounoussi 25e · Thorsby 43e · Ødegaard 61e | Rapport (FIFA) Rapport (UEFA) | 18e Blind · 90+3e Malen | Spectateurs : 6 711 Arbitrage : Szymon Marciniak Arbitre vidéo : Paweł Gil | Spectateurs : 6 711 Arbitrage : Szymon Marciniak Arbitre vidéo : Paweł Gil |

|               | Lettonie                                 | 3 - 1                         | Gibraltar                                    | Stade Daugava, Riga                                                     |                                                                         |
| 20h45 (21h45) | Gutkovskis 50e (pen.) 85e · Cigaņiks 89e | (0 - 0)                       | 71e (pen.) De Barr                           | Spectateurs : 1 466 Arbitrage : Pavel Orel Arbitre vidéo : Karel Hrubes | Spectateurs : 1 466 Arbitrage : Pavel Orel Arbitre vidéo : Karel Hrubes |
| 20h45 (21h45) | Černomordijs 39e                         | Rapport (FIFA) Rapport (UEFA) | 6e Bosio · 38e Annesley · 90+6e J. Chipolina | Spectateurs : 1 466 Arbitrage : Pavel Orel Arbitre vidéo : Karel Hrubes | Spectateurs : 1 466 Arbitrage : Pavel Orel Arbitre vidéo : Karel Hrubes |

|                                                       | Turquie                       | 2 - 2                                                | Monténégro                    | Vodafone Park, Istanbul                                                       |                                                                               |
|                                                       | Ünder 9e · Yazıcı 31e         | (2 - 1)                                              | 40e Marušić · 90+7e Radunović | Spectateurs : 12 472 Arbitrage : Benoît Bastien Arbitre vidéo : Benoît Millot | Spectateurs : 12 472 Arbitrage : Benoît Bastien Arbitre vidéo : Benoît Millot |
| Ünder 37e · Çalhanoğlu 48e · Çelik 76e · Yılmaz 90+2e | Rapport (FIFA) Rapport (UEFA) | 57e Božović · 80e Đurđević · 87e Vujačić · 87e Savić |                               | Spectateurs : 12 472 Arbitrage : Benoît Bastien Arbitre vidéo : Benoît Millot | Spectateurs : 12 472 Arbitrage : Benoît Bastien Arbitre vidéo : Benoît Millot |

| 5e journée                     | Lettonie                         | 0 - 2                         | Norvège                              | Stade Daugava, Riga                                                        |                                                                            |
| 4 septembre 2021 18h00 (19h00) |                                  | (0 - 1)                       | 20e (pen.) Haaland · 66e Elyounoussi | Spectateurs : 2 520 Arbitrage : David Fuxman Arbitre vidéo : Orel Grinfeld | Spectateurs : 2 520 Arbitrage : David Fuxman Arbitre vidéo : Orel Grinfeld |
| 4 septembre 2021 18h00 (19h00) | Gutkovskis 62e · Fjodorovs 90+2e | Rapport (FIFA) Rapport (UEFA) |                                      | Spectateurs : 2 520 Arbitrage : David Fuxman Arbitre vidéo : Orel Grinfeld | Spectateurs : 2 520 Arbitrage : David Fuxman Arbitre vidéo : Orel Grinfeld |

|       | Gibraltar               | 0 - 3                         | Turquie                                       | Victoria Stadium, Gibraltar                                                 |                                                                             |
| 20h45 |                         | (0 - 0)                       | 54e Dervişoğlu · 65e Çalhanoğlu · 83e Karaman | Spectateurs : 702 Arbitrage : Kristo Tohver Arbitre vidéo : Allard Lindhout | Spectateurs : 702 Arbitrage : Kristo Tohver Arbitre vidéo : Allard Lindhout |
| 20h45 | Britto 3e · De Barr 36e | Rapport (FIFA) Rapport (UEFA) | 17e Kökçü                                     | Spectateurs : 702 Arbitrage : Kristo Tohver Arbitre vidéo : Allard Lindhout | Spectateurs : 702 Arbitrage : Kristo Tohver Arbitre vidéo : Allard Lindhout |

|              | Pays-Bas                                         | 4 - 0                                                   | Monténégro | Stade Philips, Eindhoven                                                             |                                                                                      |
|              | Depay 38e (pen.) 62e · Wijnaldum 70e · Gakpo 76e | (1 - 0)                                                 |            | Spectateurs : 20 458 Arbitrage : Jesús Gil Manzano Arbitre vidéo : Ricardo de Burgos | Spectateurs : 20 458 Arbitrage : Jesús Gil Manzano Arbitre vidéo : Ricardo de Burgos |
| Bergwijn 84e | Rapport (FIFA) Rapport (UEFA)                    | 20e Savić · 37e Lagator · 67e Osmajić · 78e M. Vukčević |            | Spectateurs : 20 458 Arbitrage : Jesús Gil Manzano Arbitre vidéo : Ricardo de Burgos | Spectateurs : 20 458 Arbitrage : Jesús Gil Manzano Arbitre vidéo : Ricardo de Burgos |

| 6e journée             | Monténégro                 | 0 - 0                         | Lettonie                     | Podgorica City Stadium, Podgorica                                        |                                                                          |
| 7 septembre 2021 20h45 |                            | (0 - 0)                       |                              | Spectateurs : 2 134 Arbitrage : Harm Osmers Arbitre vidéo : Felix Zwayer | Spectateurs : 2 134 Arbitrage : Harm Osmers Arbitre vidéo : Felix Zwayer |
| 7 septembre 2021 20h45 | Đurđević 42e · Kosović 72e | Rapport (FIFA) Rapport (UEFA) | 4e Gutkovskis · 32e Uldriķis | Spectateurs : 2 134 Arbitrage : Harm Osmers Arbitre vidéo : Felix Zwayer | Spectateurs : 2 134 Arbitrage : Harm Osmers Arbitre vidéo : Felix Zwayer |

|                              | Pays-Bas                                               | 6 - 1                                                  | Turquie     | Johan Cruyff Arena, Amsterdam                                                    |                                                                                  |
|                              | Klaassen 1re · Depay 16e 38e 54e · Til 80e · Malen 90e | (3 - 0)                                                | 90+2e Ünder | Spectateurs : 31 389 Arbitrage : Daniele Orsato Arbitre vidéo : Maurizio Mariani | Spectateurs : 31 389 Arbitrage : Daniele Orsato Arbitre vidéo : Maurizio Mariani |
| Wijnaldum 31e · van Dijk 78e | Rapport (FIFA) Rapport (UEFA)                          | 15e Kökçü · 29e Yokuşlu · 36e, 44e Söyüncü · 58e Kabak |             | Spectateurs : 31 389 Arbitrage : Daniele Orsato Arbitre vidéo : Maurizio Mariani | Spectateurs : 31 389 Arbitrage : Daniele Orsato Arbitre vidéo : Maurizio Mariani |

|                | Norvège                                              | 5 - 1       | Gibraltar  | Ullevaal Stadion, Oslo                                                              |                                                                                     |
|                | Thorstvedt 23e · Haaland 27e 39e 90+1e · Sørloth 59e | (3 - 1)     | 43e Styche | Spectateurs : 9 442 Arbitrage : Nikolas Neokleous Arbitre vidéo : Vasilis Dimitriou | Spectateurs : 9 442 Arbitrage : Nikolas Neokleous Arbitre vidéo : Vasilis Dimitriou |
| Thorstvedt 36e | Rapport (FIFA) Rapport (UEFA)                        | 33e Mouelhi |            | Spectateurs : 9 442 Arbitrage : Nikolas Neokleous Arbitre vidéo : Vasilis Dimitriou | Spectateurs : 9 442 Arbitrage : Nikolas Neokleous Arbitre vidéo : Vasilis Dimitriou |

| 7e journée           | Gibraltar   | 0 - 3                         | Monténégro                          | Victoria Stadium, Gibraltar                                                |                                                                            |
| 8 octobre 2021 20h45 |             | (0 - 2)                       | 7e Marušić · 44e (pen.) 68e Bećiraj | Spectateurs : 1 351 Arbitrage : Filip Glova Arbitre vidéo : Dennis Higgler | Spectateurs : 1 351 Arbitrage : Filip Glova Arbitre vidéo : Dennis Higgler |
| 8 octobre 2021 20h45 | Goldwin 41e | Rapport (FIFA) Rapport (UEFA) | 45+6e Bećiraj · 61e Tomašević       | Spectateurs : 1 351 Arbitrage : Filip Glova Arbitre vidéo : Dennis Higgler | Spectateurs : 1 351 Arbitrage : Filip Glova Arbitre vidéo : Dennis Higgler |

|               | Lettonie                      | 0 - 1   | Pays-Bas     | Stade Daugava, Riga                                                        |                                                                            |
| 20h45 (21h45) |                               | (0 - 1) | 19e Klaassen | Spectateurs : 4 711 Arbitrage : Andrew Madley Arbitre vidéo : Paul Tierney | Spectateurs : 4 711 Arbitrage : Andrew Madley Arbitre vidéo : Paul Tierney |
| 20h45 (21h45) | Rapport (FIFA) Rapport (UEFA) |         |              | Spectateurs : 4 711 Arbitrage : Andrew Madley Arbitre vidéo : Paul Tierney | Spectateurs : 4 711 Arbitrage : Andrew Madley Arbitre vidéo : Paul Tierney |

|                                        | Turquie                       | 1 - 1                            | Norvège        | Stade Şükrü Saracoğlu, Istanbul                                          |                                                                          |
|                                        | Aktürkoğlu 6e                 | (1 - 1)                          | 41e Thorstvedt | Spectateurs : 21 408 Arbitrage : Felix Brych Arbitre vidéo : Marco Fritz | Spectateurs : 21 408 Arbitrage : Felix Brych Arbitre vidéo : Marco Fritz |
| Özdemir 65e · Yazıcı 84e · Ayhan 90+2e | Rapport (FIFA) Rapport (UEFA) | 65e Thorsby · 90+5e Hanche-Olsen |                | Spectateurs : 21 408 Arbitrage : Felix Brych Arbitre vidéo : Marco Fritz | Spectateurs : 21 408 Arbitrage : Felix Brych Arbitre vidéo : Marco Fritz |

| 8e journée            | Pays-Bas                                                                      | 6 - 0                         | Gibraltar   | Stade Feijenoord, Rotterdam                                                    |                                                                                |
| 11 octobre 2021 20h45 | van Dijk 9e · Depay 21e 45+3e (pen.) · Dumfries 48e · Danjuma 75e · Malen 86e | (3 - 0)                       |             | Spectateurs : 31 583 Arbitrage : Vitali Mechkov Arbitre vidéo : Sergueï Ivanov | Spectateurs : 31 583 Arbitrage : Vitali Mechkov Arbitre vidéo : Sergueï Ivanov |
| 11 octobre 2021 20h45 |                                                                               | Rapport (FIFA) Rapport (UEFA) | 18e Torilla | Spectateurs : 31 583 Arbitrage : Vitali Mechkov Arbitre vidéo : Sergueï Ivanov | Spectateurs : 31 583 Arbitrage : Vitali Mechkov Arbitre vidéo : Sergueï Ivanov |

|                              | Norvège                       | 2 - 0                                                                          | Monténégro | Ullevaal Stadion, Oslo                                                             |                                                                                    |
|                              | Elyounoussi 29e 90+6e         | (1 - 0)                                                                        |            | Spectateurs : 23 748 Arbitrage : István Kovács Arbitre vidéo : Massimiliano Irrati | Spectateurs : 23 748 Arbitrage : István Kovács Arbitre vidéo : Massimiliano Irrati |
| Nyland 73e · Gregersen 90+2e | Rapport (FIFA) Rapport (UEFA) | 49e Vujačić · 63e Radunović · 63e Marušić · 89e Jovović · 90+4e, 90+4e Vešović |            | Spectateurs : 23 748 Arbitrage : István Kovács Arbitre vidéo : Massimiliano Irrati | Spectateurs : 23 748 Arbitrage : István Kovács Arbitre vidéo : Massimiliano Irrati |

|               | Lettonie                                                | 1 - 2                         | Turquie                   | Stade Daugava, Riga                                                           |                                                                               |
| 20h45 (21h45) | Demiral 70e (csc)                                       | (0 - 0)                       | 76e Dursun · 90+9e Yılmaz | Spectateurs : 2 453 Arbitrage : Andreas Ekberg Arbitre vidéo : Daniel Siebert | Spectateurs : 2 453 Arbitrage : Andreas Ekberg Arbitre vidéo : Daniel Siebert |
| 20h45 (21h45) | Jaunzems 3e · Cigaņiks 50e · Tarasovs 87e · Ozols 90+2e | Rapport (FIFA) Rapport (UEFA) | 57e Yılmaz                | Spectateurs : 2 453 Arbitrage : Andreas Ekberg Arbitre vidéo : Daniel Siebert | Spectateurs : 2 453 Arbitrage : Andreas Ekberg Arbitre vidéo : Daniel Siebert |

| 9e journée             | Norvège                       | 0 - 0                         | Lettonie               | Ullevaal Stadion, Oslo                                                           |                                                                                  |
| 13 novembre 2021 18h00 |                               | (0 - 0)                       |                        | Spectateurs : 24 376 Arbitrage : Lawrence Visser Arbitre vidéo : Erik Lambrechts | Spectateurs : 24 376 Arbitrage : Lawrence Visser Arbitre vidéo : Erik Lambrechts |
| 13 novembre 2021 18h00 | Thorsby 22e · Solbakken 90+4e | Rapport (FIFA) Rapport (UEFA) | 53e Emsis · 88e Kamešs | Spectateurs : 24 376 Arbitrage : Lawrence Visser Arbitre vidéo : Erik Lambrechts | Spectateurs : 24 376 Arbitrage : Lawrence Visser Arbitre vidéo : Erik Lambrechts |

|               | Turquie                                                                     | 6 - 0                         | Gibraltar                                   | Stade Bahçeşehir Okulları, Istanbul                                            |                                                                                |
| 18h00 (20h00) | Aktürkoğlu 11e · Dervişoğlu 38e 41e · Demiral 65e · Dursun 81e · Müldür 85e | (3 - 0)                       |                                             | Spectateurs : 8 895 Arbitrage : Serhiy Boyko Arbitre vidéo : Yevhen Aranovskyi | Spectateurs : 8 895 Arbitrage : Serhiy Boyko Arbitre vidéo : Yevhen Aranovskyi |
| 18h00 (20h00) | Müldür 85e                                                                  | Rapport (FIFA) Rapport (UEFA) | 22e Olivero · 26e Jolley · 66e J. Chipolina | Spectateurs : 8 895 Arbitrage : Serhiy Boyko Arbitre vidéo : Yevhen Aranovskyi | Spectateurs : 8 895 Arbitrage : Serhiy Boyko Arbitre vidéo : Yevhen Aranovskyi |

|       | Monténégro                 | 2 - 2                         | Pays-Bas             | Podgorica City Stadium, Podgorica                                                                   | |
| 20h45 | Vukotić 82e · Vujnović 86e | (0 - 1)                       | 25e (pen.) 54e Depay | Spectateurs : 1 844 Arbitrage : Carlos del Cerro Grande Arbitre vidéo : José María Sánchez Martínez | Spectateurs : 1 844 Arbitrage : Carlos del Cerro Grande Arbitre vidéo : José María Sánchez Martínez |
| 20h45 | Vujnović 68e · Savić 90+1e | Rapport (FIFA) Rapport (UEFA) | 42e Dumfries         | Spectateurs : 1 844 Arbitrage : Carlos del Cerro Grande Arbitre vidéo : José María Sánchez Martínez | Spectateurs : 1 844 Arbitrage : Carlos del Cerro Grande Arbitre vidéo : José María Sánchez Martínez |

| 10e journée            | Gibraltar                            | 1 - 3                         | Lettonie                                    | Victoria Stadium, Gibraltar                              |                                                          |
| 16 novembre 2021 20h45 | Walker 7e                            | (1 - 1)                       | 25e Gutkovskis · 55e Uldriķis · 75e Krollis | Arbitrage : Espen Eskås Arbitre vidéo : Pawel Raczkowski | Arbitrage : Espen Eskås Arbitre vidéo : Pawel Raczkowski |
| 16 novembre 2021 20h45 | Torilla 28e · Ronan 70e · Styche 80e | Rapport (FIFA) Rapport (UEFA) | 46e Uldriķis · 66e Kamešs · 86e Kārkliņš    | Arbitrage : Espen Eskås Arbitre vidéo : Pawel Raczkowski | Arbitrage : Espen Eskås Arbitre vidéo : Pawel Raczkowski |

|                           | Monténégro                    | 1 - 2   | Turquie                    | Podgorica City Stadium, Podgorica                           |                                                             |
|                           | Bećiraj 4e                    | (1 - 1) | 22e Aktürkoğlu · 60e Kökçü | Arbitrage : Daniel Siebert Arbitre vidéo : Sascha Stegemann | Arbitrage : Daniel Siebert Arbitre vidéo : Sascha Stegemann |
| Osmajić 62e · Vukotić 86e | Rapport (FIFA) Rapprot (UEFA) |         |                            | Arbitrage : Daniel Siebert Arbitre vidéo : Sascha Stegemann | Arbitrage : Daniel Siebert Arbitre vidéo : Sascha Stegemann |

|                            | Pays-Bas                      | 2 - 0                     | Norvège | Stade Feijenoord, Rotterdam                                                  |                                                                              |
|                            | Bergwijn 84e · Depay 90+1e    | (0 - 0)                   |         | Spectateurs : 0 Arbitrage : Clément Turpin Arbitre vidéo : François Letexier | Spectateurs : 0 Arbitrage : Clément Turpin Arbitre vidéo : François Letexier |
| Dumfries 79e · de Ligt 80e | Rapport (FIFA) Rapport (UEFA) | 39e Thorsby · 43e Sørloth |         | Spectateurs : 0 Arbitrage : Clément Turpin Arbitre vidéo : François Letexier | Spectateurs : 0 Arbitrage : Clément Turpin Arbitre vidéo : François Letexier |

## Buteurs
| Position | Joueur       | Pays       | Buts |
| -------- | ------------ | ---------- | ---- |
| 1        | Haaland      | Norvège    | 5    |
| 2        | Burak Yılmaz | Turquie    | 4    |
| 3        | Jovetić      | Monténégro | 3    |
| 3        | L. de Jong   | Pays-Bas   | 3    |
| 4        | Tufan        | Turquie    | 2    |
| 4        | Çalhanoğlu   | Turquie    | 2    |
| 4        | Berghuis     | Pays-Bas   | 2    |
| 4        | Depay        | Pays-Bas   | 2    |
| 4        | Sørloth      | Norvège    | 2    |
| 5        | J. Ikaunieks | Lettonie   | 1    |
| 5        | Svensson     | Norvège    | 1    |
| 5        | Thorstvedt   | Norvège    | 1    |
| 5        | Klaassen     | Pays-Bas   | 1    |
| 5        | Wijnaldum    | Pays-Bas   | 1    |
| 5        | Malen        | Pays-Bas   | 1    |
| 5        | van de Beek  | Pays-Bas   | 1    |
| 5        | Söyüncü      | Turquie    | 1    |
| 5        | Karaman      | Turquie    | 1    |
| 5        | Bećiraj      | Monténégro | 1    |
| 5        | Simić        | Monténégro | 1    |
| 5        | Tomašević    | Monténégro | 1    |
| 5        | Styche       | Gibraltar  | 1    |
| 5        | Savaļnieks   | Lettonie   | 1    |
| 5        | Uldriķis     | Lettonie   | 1    |
| 5        | D. Ikaunieks | Lettonie   | 1    |

CSC
| Position | Joueur | Pays | CSC |
| -------- | ------ | ---- | --- |
| 1        |        |      |     |

## Discipline
Un joueur est automatiquement suspendu pour le match suivant:
- S'il cumule deux avertissements (cartons jaunes) lors de deux matchs différents.
- S'il se voit décerner une exclusion de terrain (carton rouge). 
  - En cas d’infraction grave, l’Instance de contrôle, d’éthique et de discipline de l'UEFA est habilitée à aggraver la sanction, y compris en l'étendant à d'autres compétitions.

| Joueurs               | Cartons                                                                                          | Suspensions                                                                                   |
| --------------------- | ------------------------------------------------------------------------------------------------ | --------------------------------------------------------------------------------------------- |
| Kristian Thorstvedt   | 2e journée, contre Turquie (27 mars 2021)                                                        | 3e journée, contre Monténégro (30 mars 2021) 4e journée, contre Pays-Bas (1er septembre 2021) |
| Krišs Kārkliņš        | 1re journée, contre Monténégro (24 mars 2021) · 2e journée, contre Norvège (27 mars 2021)        | 3e journée, contre Turquie (30 mars 2021)                                                     |
| Matthijs de Ligt      | 1/8 de finale de l'Euro 2020, contre Tchéquie (27 juin 2021)                                     | 4e journée, contre Norvège (1er septembre 2021)                                               |
| Vladimirs Kamešs      | 1re journée, contre Monténégro (24 mars 2021) · 3e journée, contre Turquie (30 mars 2021)        | 4e journée, contre Gibraltar (1er septembre 2021)                                             |
| Alexander Sørloth     | 2e journée, contre Turquie (24 mars 2021) · 3e journée, contre Monténégro (30 mars 2021)         | 4e journée, contre Pays-Bas (1er septembre 2021)                                              |
| Louie Annesley        | 2e journée, contre Norvège (24 mars 2021) · 4e journée, contre Lettonie (1er septembre 2021)     | 5e journée, contre Turquie (4 septembre 2021)                                                 |
| Antonijs Černomordijs | 2e journée, contre Monténégro (24 mars 2021) · 4e journée, contre Gibraltar (1er septembre 2021) | 5e journée, contre Norvège (4 septembre 2021)                                                 |
| Igor Vujačić          | 2e journée, contre Lettonie (24 mars 2021) · 4e journée, contre Turquie (1er septembre 2021)     | 5e journée, contre Pays-Bas (4 septembre 2021)                                                |
| Burak Yılmaz          | 2e journée, contre Pays-Bas (24 mars 2021) · 4e journée, contre Monténégro (1er septembre 2021)  | 5e journée, contre Gibraltar (4 septembre 2021)                                               |
| Daley Blind           | 3e journée, contre Lettonie (27 mars 2021) · 4e journée, contre Norvège (1er septembre 2021)     | 5e journée, contre Monténégro (4 septembre 2021)                                              |
| Tjay De Barr          | 3e journée, contre Pays-Bas (30 mars 2021) · 5e journée, contre Turquie (4 septembre 2021)       | 6e journée, contre Norvège (7 septembre 2021)                                                 |
| Vladislavs Fjodorovs  | 3e journée, contre Turquie (30 mars 2021) · 5e journée, contre Norvège (4 septembre 2021)        | 6e journée, contre Monténégro (7 septembre 2021)                                              |
| Stefan Savić          | 4e journée, contre Turquie (1er septembre 2021) · 5e journée, contre Pays-Bas (4 septembre 2021) | 6e journée, contre Lettonie (7 septembre 2021)                                                |
| Aymen Mouelhi         | 2e journée, contre Norvège (24 mars 2021) · 6e journée, contre Norvège (7 septembre 2021)        | 7e journée, contre Monténégro (8 octobre 2021)                                                |
| Vladislavs Gutkovskis | 5e journée, contre Norvège (4 septembre 2021) · 6e journée, contre Monténégro (7 septembre 2021) | 7e journée, contre Pays-Bas (8 octobre 2021)                                                  |
| Uroš Đurđević         | 4e journée, contre Turquie (1er septembre 2021) · 6e journée, contre Lettonie (7 septembre 2021) | 7e journée, contre Gibraltar (8 octobre 2021)                                                 |
| Georginio Wijnaldum   | 2e journée, contre Turquie (24 mars 2021) · 6e journée, contre Turquie (7 septembre 2021)        | 7e journée, contre Lettonie (8 octobre 2021)                                                  |
| Ozan Kabak            | 2e journée, contre Pays-Bas (24 mars 2021) · 6e journée, contre Pays-Bas (7 septembre 2021)      | 7e journée, contre Norvège (8 octobre 2021)                                                   |
| Orkun Kökçü           | 5e journée, contre Gibraltar (4 septembre 2021) · 6e journée, contre Pays-Bas (7 septembre 2021) | 7e journée, contre Norvège (8 octobre 2021)                                                   |
| Çağlar Söyüncü        | 6e journée, contre Pays-Bas (7 septembre 2021)                                                   | 7e journée, contre Norvège (8 octobre 2021)                                                   |